# Hacienda Virgen del Rosario de Chicrín
La Hacienda Virgen del Rosario de Chicrín (también conocida como Hacienda Chicrín) fue una hacienda que a fines del siglo XX existó en el distrito de Yanacancha, a pocos kilómetros del centro de la ciudad de Cerro de Pasco. Su producción era agrícola, principalmente tubérculos de la sierra del Perú, así como también en menor medida ganadera y minera. 

## Historia
En la época del antiguo Perú, en que la etnia de los Yauricochas se extendía por el territorio de Cerro de Pasco, una gran parte de la tribu de hombres trabajadores e inmensamente religiosos se instalaron en un paraje llamado Charao, al este del actual asiento minero de Chicrín. En habitaciones circulares de piedras picadas y agudos techos de paja vivían alternando la agricultura con la ganadería.
Profundamente religiosos, adoraban a Libian Cancharco, deidad que se manifestaba a través del rayo y el trueno y a Yanamarán, la portentosa lluvia que regaba sus campos dotándolos de una especial prodigalidad. En homenaje a estos dioses principales, los hombres dejaban crecer las orejas hasta alcanzar dimensiones fantásticas, debido a los pesos de plata que, a manera de prolongadas arrancadas, se colgaban de los pabellones de las mismas. Llegados a la mayoría de edad en una ceremonia especial, en que la chicha corría a raudales remojando opíparas comilonas, los más ancianos, con afilados puñales de obsidiana, cercenaban las orejas descomunales de aquellos individuos. A esta tribu se le dio el nombre de los "Chinquirrinris", palabra quechua que en castellano quiere decir: Orejas cortadas. Es decir, la tribu de las orejas cortadas.
Años más tarde, cuando los españoles conquistadores llegaron por estas tierras, establecieron una hacienda donde actualmente está el asiento minero de la minera Atacocha. En las crónicas de aquellos tiempos se le denomina Chiquirín, sin embargo, dados los usos y costumbres de la lengua castellana a través de los años, quedó convertido en Chicrín, posteriormente dada la profunda religión católica de los propietarios y la adoración a una imagen de la Virgen del Rosario proveniente de España, la denominaron Hacienda Virgen del Rosario de Chicrín.

## Propietarios
En la época colonial, España obsequió a sus coterráneos terrenos pertenecientes a la tribu de los "Chinquirrinris", dichos terrenos con el tiempo se convirtieron en la Hacienda Chicrín. 
Aproximadamente en el año 1724, la Hacienda Chicrín —ya constituída como tal— pasó a ser propiedad de la familia Martínez. Posteriormente, fue transferida a la familia Miraval, y en el año 1800 esta última la vendió a la familia Quito, según consta en los registros de autovalúo de la época. La familia Quito heredó la hacienda a su única hija, doña Felipa Quito, quien en 1830 contrajo matrimonio con don Pío Canta. De esta unión nacieron dos hijos: Anselmo Canta Quito y Felicia Canta Quito. 
Anselmo Canta Quito contrajo matrimonio con Dominga Canta Vega, con quien tuvo cuatro hijos: Fabio, María Luisa, Genoveva y Víctor Canta Vega. Por su parte, Felicia Canta Quito se casó con Juan Francisco Baraybar Cornejo, y fruto de esta unión nacieron seis hijos: Etelvina, Carmen, David, Julio, María Luisa y Rosalvina Baraybar Canta. Los descendientes de ambos matrimonios fueron los últimos propietarios de la Hacienda Chicrín, hasta que en 1969 fue completamente expropiada como parte del proceso de reforma agraria peruana, el cual implicó la transferencia de grandes latifundios a favor de campesinos y cooperativas agrarias en todo el país. 

## La propiedad

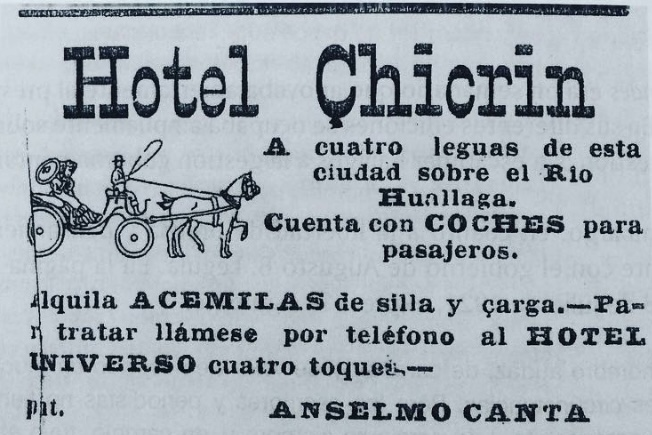
Anuncio publicitario del Hotel Chicrín en 1921

La Hacienda Chicrín tuvo una extensión de 3200 hectáreas con una altitud promedio de 3500 m s. n. m., estuvo situada en la parte norte con dirección al este del distrito de Yanacancha y la atravesaba el río Huallaga y la carretera central. Limitaba al norte con Cajamarquilla, al sur con La Quinua, al este con La Quinua también, y al oeste con Atacocha. 
La hacienda producía principalmente papas, ocas, ullucus, mashwas, eucaliptos, quinuales, y muchos otros tubérculos y frutos de la región que eran trasladados y comercializados en su mayor parte a la ciudad de Lima. Asimismo, existía en poca escala ganado lanar y vacuno, dando lugar a pequeñas y varias edificaciones tales como bodegas y galpones que eran productivas para la subsistencia de la misma hacienda. Hasta 1930 la mina ubicada en Atacocha, perteneciente hoy en día a la Compañía Minera Atacocha perteneció a La Hacienda Chicrín, de la cual se tienen registros de pagos de tributo al estado peruano y una explotación apenas rudimentaria. Asimismo, se daba el servicio de hospedaje y alquiler de acémilas que cargaban equipaje de los viajeros que pernoctaban en la hacienda.

«Otro anunciante, en 1921, era el hotel que funcionaba en la hacienda Chicrín, lo que es hoy el centro minero de la Compañía Minera Atacocha S.A., el cual publicitaba a toda página los servicios que prestaba. Aparte de ello, indicaba a los posibles clientes que, para el traslado de Cerro de Pasco a dicho lugar, contaban con caballos y otros jumentos para llevar a los pasajeros y el equipaje correspondiente.».